# William H. Gates, Sr.

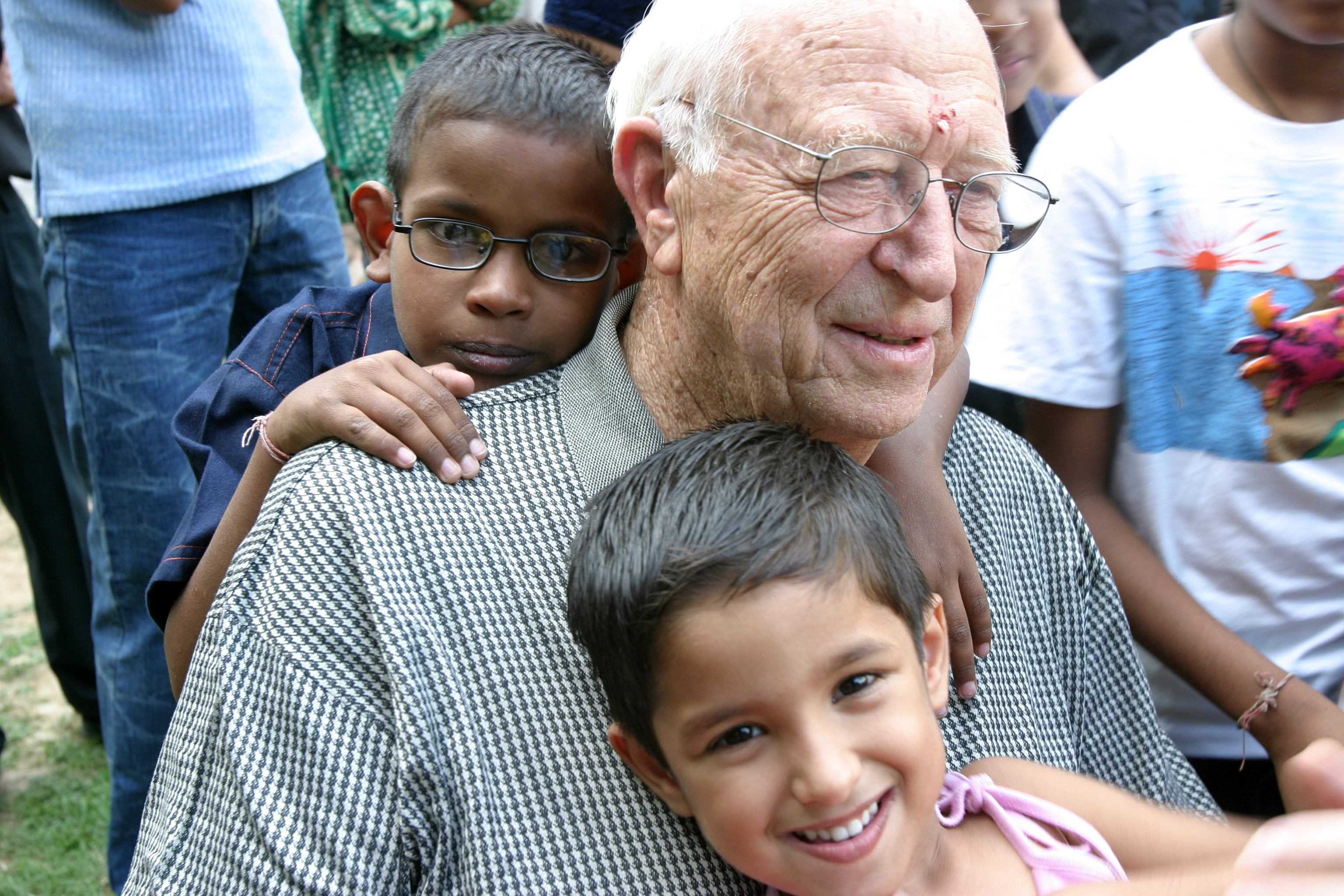
Gates besucht die Naz-Stiftung in Indien (2004)

William Henry Gates (auch: William Henry Gates II, öffentlich bekannt als Bill Gates Sr., * 30. November 1925 in Bremerton, Washington; † 14. September 2020 am Hood Canal, Washington) war ein US-amerikanischer Anwalt, Philanthrop und Buchautor. Sein Sohn ist der Microsoft-Mitbegründer Bill Gates (William Henry Gates III).

## Privatleben und Schulbildung
William Henry Gates II war der Sohn von William Henry Gates I (auch William Henry Gates Sr., 1891–1969) und dessen Ehefrau Lillian Elizabeth Rice (1891–1966). Die Ehe wurde am 14. Juli 1913 in Tacoma geschlossen. Die Urgroßeltern von William Henry Gates II stammten aus den USA, Deutschland und England.
Nach der Highschool trat er in die Army ein und änderte seinen Namen in William Gates Jr., um nicht als elitär zu gelten. Er kämpfte im Zweiten Weltkrieg und wurde im November 1946 ehrenvoll aus der Army entlassen.
1951 heiratete er Mary Maxwell (1929–1994), die er an der University of Washington kennengelernt hatte. Der Ehe entstammten drei Kinder: Kristianne, Bill und Libby. Nach dem Tod seiner ersten Frau heiratete er 1996 Mimi Gardner (* 1943), die Direktorin des Seattle Art Museum war.
2018 wurde bekannt, dass er an Alzheimer litt. Er starb am 14. September 2020 im Alter von 94 Jahren.

## Studium
William Henry Gates II besuchte die University of Washington (UW) und erlangte 1949 einen Bachelor of Arts im Rahmen des Servicemen’s Readjustment Act of 1944 und 1950 einen Abschluss in Rechtswissenschaften. Er trat der Studentenverbindung Chi Psi Fraternity bei.

## Beruf
William Henry Gates II war 1964 Mitbegründer der Kanzlei Shidler & King (später Preston Gates & Ellis LLP) und war bis 1998 dort tätig (heute als K&L Gates bekannt).
Gates war im Vorstand der Planned Parenthood Federation of America (PPFA) tätig. Von 1969 bis 1970 war er Präsident der Anwaltsvereinigung Seattle/King County Bar Association und später der Washington State Bar Association (1986).
Gates stellte später seinem Namen das Suffix „Sr.“ nach, um sich von seinem berühmteren Sohn, Bill Gates Jr., zu unterscheiden. Er war einer der Stiftungsräte der Bill-und-Melinda-Gates-Stiftung, neben Warren Buffett und den beiden Namensgebern selbst. Neben den anderen Stiftungsräten gab er die strategische Richtung der mehrere zehn Milliarden Dollar umfassenden Stiftung vor.
Gates war Mitglied des Board of Regents (Aufsichtsgremium) der University of Washington und ab 2003 Direktor von Costco Wholesale und Gründungskoordinator des Pacific Health Summit. Er war Ehrenvorsitzender des World Justice Project.

## Autor
Gates war Mitautor des Buches Showing Up for Life: Thoughts on the Gifts of a Lifetime (dt.: Am Leben teilnehmen: Gedanken über die Geschenke eines Lebens).

## Auszeichnungen und Anerkennungen
- Mitglied in der Seattle Chamber of Commerce[16]
- Mitglied bei United Way National, King County[17]
- Ausgezeichnet mit dem Distinguished Eagle Scout Award der Boy Scouts of America (Pfadfinder)[18]
- Alumnus der Universität von Washington, School of Law, 1991
- American Judicature Society Herbert Harley Award, 1992
- Im Vorstand der Justizverwaltung des Obersten Gerichtshofs der Vereinigten Staaten, 1993–1995
- Wahl in die American Academy of Arts and Sciences, 2003[19]
- An der University of Washington, School of Law, ist ein Gebäude (William H. Gates Hall) nach ihm benannt, 2003[20]
- Verdienstmedaille: Washington Medal of Merit des US-Bundesstaates Washington, 2009
- Träger des Albert S. Bard Award der Studentenverbindung Chi Psi Fraternity für seine Beiträge zum intellektuellen und kulturellen Leben der Gemeinschaft, 2010